# Afna
Áfna (@) je znak v obliki obkrožene črke a, ki v naslovu elektronske pošte ločuje ime prejemnika od imena domene.

## Poimenovanje
Beseda afna, ki pogovorno pomeni opica, se uporablja po zgledu iz nemščine (Klammeraffe, prvotno »opica obešalka«). Zaradi žargonskega prizvoka besede afna so številni poskušali najti boljšo slovensko ustreznico. Med predlogi so bili na primer polžek, ajka, ad.

## Raba

### E-pošta
Po iznajdbi e-pošte so iskali še neuporabljen znak za standardni nabor znakov ASCII, s katerim bi nedvoumno ločili ime uporabnika in računalnika v e-poštnem naslovu. Ray Tomlinson je v ta namen uporabil znak @.

### Pisave
V jeziku koalib, ki ga govorijo v Južnem Sudanu, se uporablja latinična pisava z nekaterimi dodatnimi znaki, med njimi afni podobnim znakom, ki v arabskih tujkah zaznamuje črko ain. Predlog iz leta 2004 za vključitev črke (inačice z veliko in malo pisavo) v sistem Unicode je bil zavrnjen, zaradi večjega tveganja pri napadih v e-pošto v primeru vključitve tega znaka.
V zapisovaju jezika indijanskega plemena Yuchi, živečega v Oklahomi, uporabljajo znak @ za zapisovanje glasu [æ], kot v angleški besedi at.